# Calma gobioophaga
Calma gobioophaga is een slakkensoort uit de familie van de Calmidae. De wetenschappelijke naam van de soort is voor het eerst geldig gepubliceerd in 2002 door Calado & Urgorri.